# Luis Soto Muñoz
Luis (Soto) Muñoz (Baena, 2000) es un guionista y cineasta español.

## Trayectoria
Se graduó en cinematografía y artes audiovisuales en la Escuela Universitaria de Artes TAI. Posteriormente cursó el máster de Guion y escritura en la Universidad Internacional de La Rioja en 2023. Durante su etapa educacional plantea un tríptico de películas.
Dirige el mediometraje El Cuento del Limonero con su abuela como protagonista que estrena en el Festival La Cabina. Narra la vida de Lola, una anciana que conversa con los fantasmas de sus familiares fallecidos, siembra la semilla de su posterior película en la Andalucía septentrional, rodada en la localidad de Baena.
Su ópera prima es Sueños y Pan, Una ligera reformulación del cine quinqui que presenta la vida de Javi y Dani, dos chavales de Madrid que roban un cuadro. Al sospechar de su cuantioso valor, ponen en marcha un plan para vender la obra. Plan que se va desmoronando a cada paso que dan. La película se rueda casi totalmente en el barrio de Vallecas, protagonizada por George Steane y Javier de Luis, cuenta con la colaboración de El Coleta. Se presenta como una carta de respuesta a la película Los Golfos, del director Carlos Saura, ya que se inspira en escenarios urbanos similares. La película se estrena en el año 2023 en el Atlántida Mallorca Film Fest, el festival de la plataforma Filmin, donde gana el premio a mejor película y empieza su recorrido híbrido de distribución independiente.
Soto es también director y guionista de Los Restos del Pasar, su segundo largometraje, producido por Mubox Studio y Ducardelin Studio. Rodada en su pueblo natal y sobre este mismo, hibrida el documental y la ficción para dar voz a Antonio: Antonio narra su infancia en un remoto pueblo cordobés durante la celebración de la Semana Santa. Es un niño solitario y curioso que un día conoce a Paco, un pintor de anciana edad. Antonio tiene muchas dudas y las volcará en Paco, sobre todo las relacionadas con la muerte y la religión. Paco enseñará a Antonio no solo a pintar, sino también a observar y a entender la vida como estancia transicional. La película se estrenó en el Festival Internacional de Cine de Gijón donde ganó el premio a mejor película de la sección Tierres en Trance, el premio FIPRESCI, el premio a mejor película española y el premio a mejor montaje concedido por AMAE, la asociación de montadores audiovisuales de España.
En su carrera como realizador publicitario, ha dirigido el videoclip de presentación del himno del Unionistas de Salamanca Club de Fútbol, El Color de Mi Vida.

## Reconocimientos
La película Sueños y Pan, además de ser premiada en su estreno, forma parte de la programación del Festival de Cine Europeo de Sevilla, D’A Film Festival Barcelona, Festival Rizoma entre otros... Culmina su recorrido en la sección Made In Spain del Festival Internacional de Cine de San Sebastián.
Por otra parte, Los Restos del Pasar, fue seleccionada en la sección Cannes Docs, del pabellón Marché Du Film del Festival de Cannes, además de en Gijón, la película cosecha reconocimientos en festivales como DocumentaMadrid, también se alza con el giraldillo a mejor película de la sección Panorama del Festival de Cine Europeo de Sevilla.

## Filmografía
- 2021 – El Cuento del Limonero (guion, dirección y montaje).
- 2023 - Sueños y Pan (guion, dirección y montaje).
- 2024 - Los Restos del Pasar (guion y dirección).